# HD 168625
HD 168625 (V4030 Sgr) é uma Supergigante Azul.

## Caracteristícas Físicas
Assume a distancia de 2.2 kiloparsecs, HD 168625 é 220000 vezes mais brilhosa que o Sol, tendo uma temperatura na superfície de 12000 K . Está perdendo massa por conta de um forte vento estelar a uma taxa de aproximadamente 1.46×10−6 massas solares por ano. E observações feitas no ano de 2012 com a ajuda de um grande telescópio mostraram que ela é um sistema binário. 